# I'm Not Your Hero
I'm Not Your Hero är en låt av den kanadensiska popduon Tegan and Sara, inspelad för deras sjunde album Heartthrob (2013). Låten, som producerades av Greg Kurstin, gavs ut som promosingel den 21 oktober 2012.

## Låten

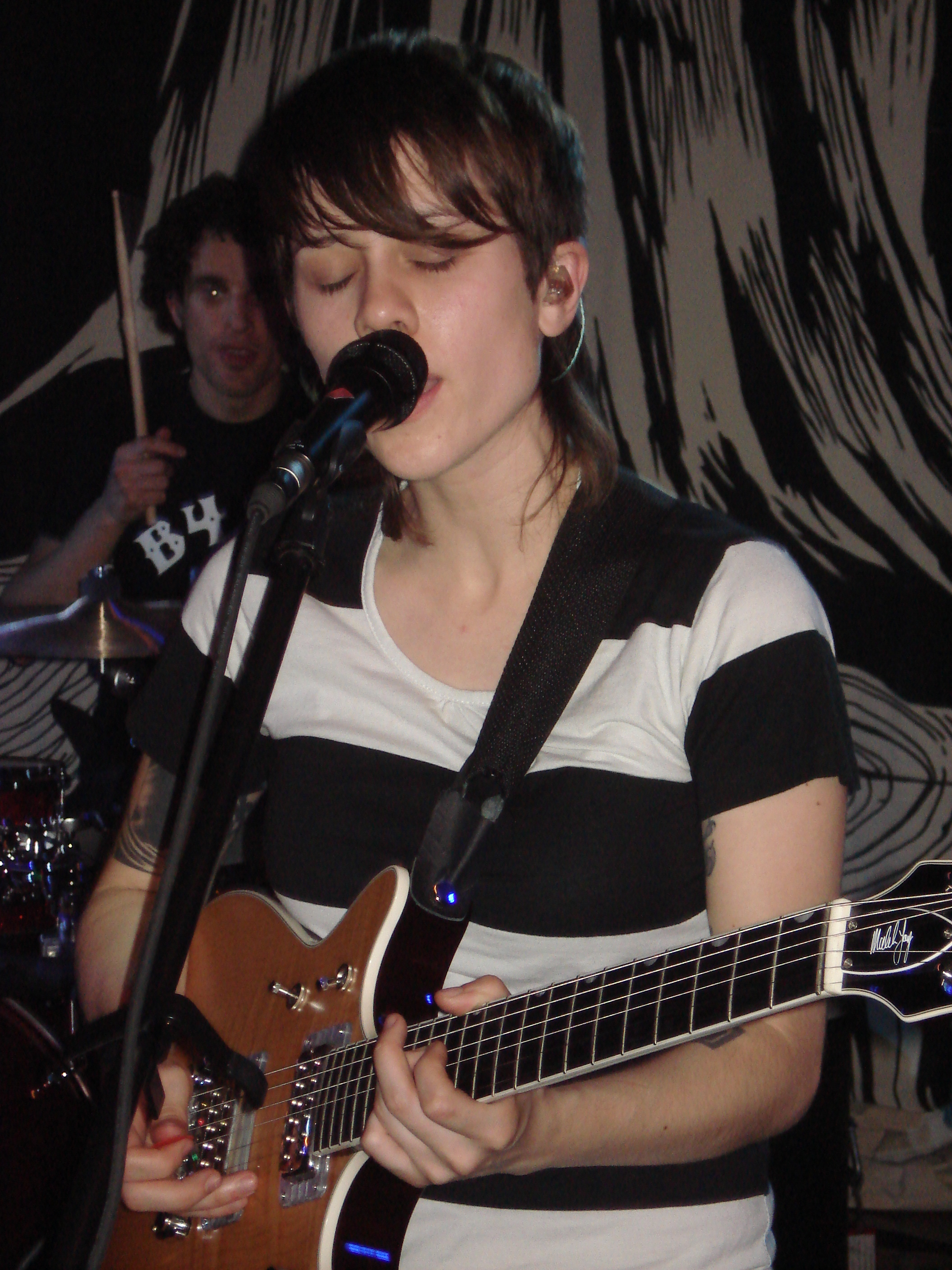
Sara Quin skrev "I'm Not Your Hero" baserat på hennes oförmåga att identifiera sig med kändisar från popkulturen samt hennes politiska åsikter och sexualitet.

I november 2011 tillkännagavs det att Tegan and Sara skrev nytt material för deras sjunde studioalbum; Tegan sa att "[vi] är tillbaka i våra hemstudior och jobbar på nya låtar. Vi ser verkligen fram emot att göra en ny skiva nu. Vår förhoppning är att vara tillbaka i studion tidigt 2012." Albumet fick titeln Heartthrob och spelades in mellan februari och maj 2012. "I'm Not Your Hero" skrevs och framfördes av Tegan and Sara Quin. Sara, som skrev texten, har förklarat att låten skildrar hennes liv som tonåring under senare delen av 1990-talet när hon inte kunde identifiera sig med hur kändisar i populärkulturen levde samt hade oförutsedda tankar om sin framtid. Hon menar att texten behandlar hennes politiska åsikter från att ha sett tv-serien Vita huset, hennes identitet och hennes sexualitet. Tegan har sagt att när Sara visade låten för henne och producenterna, var den från början mer av en kärlekssång och mycket mer akustisk och långsammare än den kommersiella versionen. Hon sa, "[Jag] blev besatt av låten nästan direkt. Jag tyckte att verserna var Sara-perfektion." och beskrev den som en "väldigt stark låt om att känna sig utanför sina människor".
Originalmixen av "I'm Not Your Hero" producerades och programmerades av Greg Kurstin, som också spelade keyboard, gitarr och bas på låten. Merparten av inspelningen ägde rum vid Echo Studio i Los Angeles, Kalifornien medan trummor lades på vid EastWest Studios i Hollywood av Billy Bush och assistenterna Andrew Ford och Jeremy Miller. Jesse Shatkin hade också en roll som ljudtekniker under produktionen. Manny Marroquin mixade låten vid Larrabee Sound Studios i Los Angeles, med hjälp från Chris Galland och Del Bowers. Avslutningsvis gjordes mastering av Brian Gardner vid Bernie Grundmans studio i Hollywood.
"I'm Not Your Hero" är en new wave/syntpop-ballad på tre minuter och 51 sekunder. Låten går i fyrtakt i ett tempo på 122 taktslag per minut. Den är skriven i A-dur och röstläget spänner från E4 till D6. Ackordföljden A5−E5−F♯m−Dmaj7−F♯m−E−Dmaj7 används i verserna, D−A i bryggan och D−E−F♯m−D i refrängen. Enligt Rachel Brodsky från MTV Buzzworthy öppnar låten med "polerade gitarrackord, följda av ett genomträngande trumslag". Harmoniserad sång, elbas och "fuzzig, splashig synt" återfinns också i arrangemanget. I en recension för Paste Magazine jämförde Dan Weiss låten med "L.E.S. Artistes" av Santigold, medan The A.V. Club-skribenten Annie Zaleski tyckte att den påminde om rockgruppen Fleetwood Mac. Martine Johansen från Alt Rock Live menade att de icke-traditionella rytmerna lät "underligt likt" låten "Sweet Disposition" av indiebandet The Temper Trap.

## Lansering och mottagande
Tegan and Saras sjunde studioalbum, Heartthrob, kom ut den 29 januari 2013 och "I'm Not Your Hero" släpptes den 21 oktober 2012 som promosingel för streaming världen runt. I Storbritannien var låten tillgänglig för digital nedladdning som en del av deras samlings-EP In Your Head: An Introduction to Tegan and Sara, utgiven den 19 oktober 2012.
"I'm Not Your Hero" fick mestadels positiva recensioner vid lanseringen. Rachel Brodsky från MTV Buzzworthy beskrev den som "en låt som hyllar deras tidigare verk men visar deras entusiasm för musikalisk utveckling".  I en recension av Heartthrob från Digital Spy kallade skribenten Robert Copsey låttexten för "uppfriskande insiktsfull" och valde med den på listan "Låtar att ladda ner". En skribent från Punknews.org menade att låten "blåser ut sin refräng ganska imponerande från verserna med lite snygg, växlande instrumentation". När Boston Globe recenserade Heartthrob kallade Marc Hirsh den för en "viktig" låt på albumet. På den mer blandade sidan skrev Jason Lipshutz från Billboard att låten "bär på ett talande meddelande men jämfört med resten av [Heartthrob] är den inte så fängslande".
Vid utgivningen av Heartthrob gick "I'm Your Not Hero" in som nummer 157 på den franska singellistan SNEP. I Kanada gick den in som nummer 82 på Canadian Hot 100 den 19 april 2014. Under dess sjätte vecka (24 maj 2014) nådde den sin topplacering på plats 58. Den tillbringade totalt 11 veckor på listan och var gruppens sjätte låt på listan. Låten tog sig även in på andra kanadensiska Billboard-listor såsom AC, där den nådde elfte plats, Hot AC som nummer 16 samt All-format Airplay som nummer 30.

## Liveframträdanden
I en intervju med MTV Hive sa Tegan and Sara att "I'm Not Your Hero" var en av deras favoritlåtar att spela live. Duon framförde låten första gången i Vancouver den 23 september 2012, tillsammans med "Now I'm All Messed Up" och "I Was a Fool". De spelade den vid 2012 års Austin City Limits Music Festival som en del av ett set på 14 låtar. Låten valdes också med i spellistan för turnén "Let's Make Things Physical" 2014. I april 2014 framförde duon låten vid Juno Awards i Burton Cummings Theatre live på Queen's TV. De har framfört två akustiska versioner av låten; en i november 2012 i en studiosession för Alter The Press! och en i juli 2013 under en intervju i WNYC-programmet Soundcheck.

## Medverkande
Medverkande är hämtade ur albumhäftet till Heartthrob.
Platser
- Inspelad vid Echo Studio, Los Angeles, Kalifornien; trummor inspelade vid EastWest Studios, Hollywood, Kalifornien
- Mixad vid Larrabee Sound Studios, Los Angeles, Kalifornien
- Masterad vid Bernie Grundman Mastering, Hollywood, Kalifornien

Medverkande
- Låtskrivare, sång – Tegan Quin, Sara Quin
- Produktion, inspelning, ljudtekniker, programmering, keyboard, gitarr, elbas – Greg Kurstin
- Inspelning av trummor – Billy Bush
- Inspelning av trummor (assistent) – Andrew Ford, Jeremy Miller
- Ytterligare ljudtekniker – Jesse Shatkin
- Ljudmix – Manny Marroquin
- Ljudmix (assistent) – Chris Galland, Del Bowers
- Mastering – Brian Gardner

## Listplaceringar
| Lista (2013–14)                    | Högsta position |
| ---------------------------------- | --------------- |
| Kanada (Canadian Hot 100)          | 58              |
| Kanada (Canada All-format Airplay) | 30              |
| Kanada (Canada AC)                 | 11              |
| Kanada (Canada Hot AC)             | 16              |
| Frankrike (SNEP)                   | 157             |